# Herniaria grimmii
Herniaria grimmii är en nejlikväxtart som beskrevs av F.Hermann. Herniaria grimmii ingår i släktet knytlingar, och familjen nejlikväxter. Inga underarter finns listade i Catalogue of Life.